# Patrick Fabian (Fußballspieler)
Patrick Fabian (* 11. Oktober 1987 in Hagen) ist ein ehemaliger deutscher Fußballspieler und heutiger Fußballfunktionär. Der rechtsfüßige Abwehrspieler stand beim VfL Bochum unter Vertrag.

## Karriere
Seine Karriere begann 1993 beim VfB Westhofen in Schwerte. 1999 kam dann der Wechsel zu den Sportfreunden Oestrich-Iserlohn, die er 2000 Richtung VfL Bochum verließ. 2005 stand er mit der Bochumer A-Jugend im Finale um die Deutsche Meisterschaft, das mit 0:1 gegen den VfB Stuttgart verloren wurde. 2007 rückte er in den Profikader auf und gab am 14. Februar 2009 beim Derbysieg gegen den FC Schalke 04 sein Bundesligadebüt.
Zwischen 30. März 2011 und den folgenden 16 Monaten erlitt Fabian in kurzen Abständen drei Risse des Kreuzbandes im rechten Knie, aufgrund derer er insgesamt 28 Monate ausfiel. Erst am ersten Spieltag der Saison 2013/14 konnte er im Auswärtsspiel beim 1. FC Union Berlin (2:1) sein Comeback feiern. Etwa eine Woche später gelang ihm im Heimspiel gegen Dynamo Dresden (1:1) mit dem zwischenzeitlichen Führungstreffer zum 1:0 sein erstes Tor im Profifußball.
Nach 20 Jahren als Fußballer im Verein beendete er nach der Zweitligasaison 2019/20 seine aktive Karriere. Dem VfL Bochum blieb er als Assistent der Geschäftsführung und Leiter der Lizenzspielerabteilung erhalten.
Am 1. September 2022 wurde er als Nachfolger von Sebastian Schindzielorz Geschäftsführer Sport des VfL Bochum. Von diesem Posten trat er am 29. Mai 2024 zurück.

## Privates
Neben seiner Fußballkarriere absolvierte Fabian ein Studium der Wirtschaftswissenschaften an der Fernuniversität Hagen.